# Kaufungen (Limbach-Oberfrohna)
Kaufungen ist ein zum Ortsteil Wolkenburg-Kaufungen der Stadt Limbach-Oberfrohna gehöriger Ort im Landkreis Zwickau, Sachsen. Kaufungen schloss sich am 1. Januar 1994 mit Wolkenburg/Mulde zur Gemeinde Wolkenburg-Kaufungen zusammen, die am 1. Januar 2000 in die Große Kreisstadt Limbach-Oberfrohna eingemeindet wurde. Berühmt ist der Ort durch Kunz von Kauffungen, der in die sächsische Geschichte als Initiator des Altenburger Prinzenraubes einging.

## Geografie

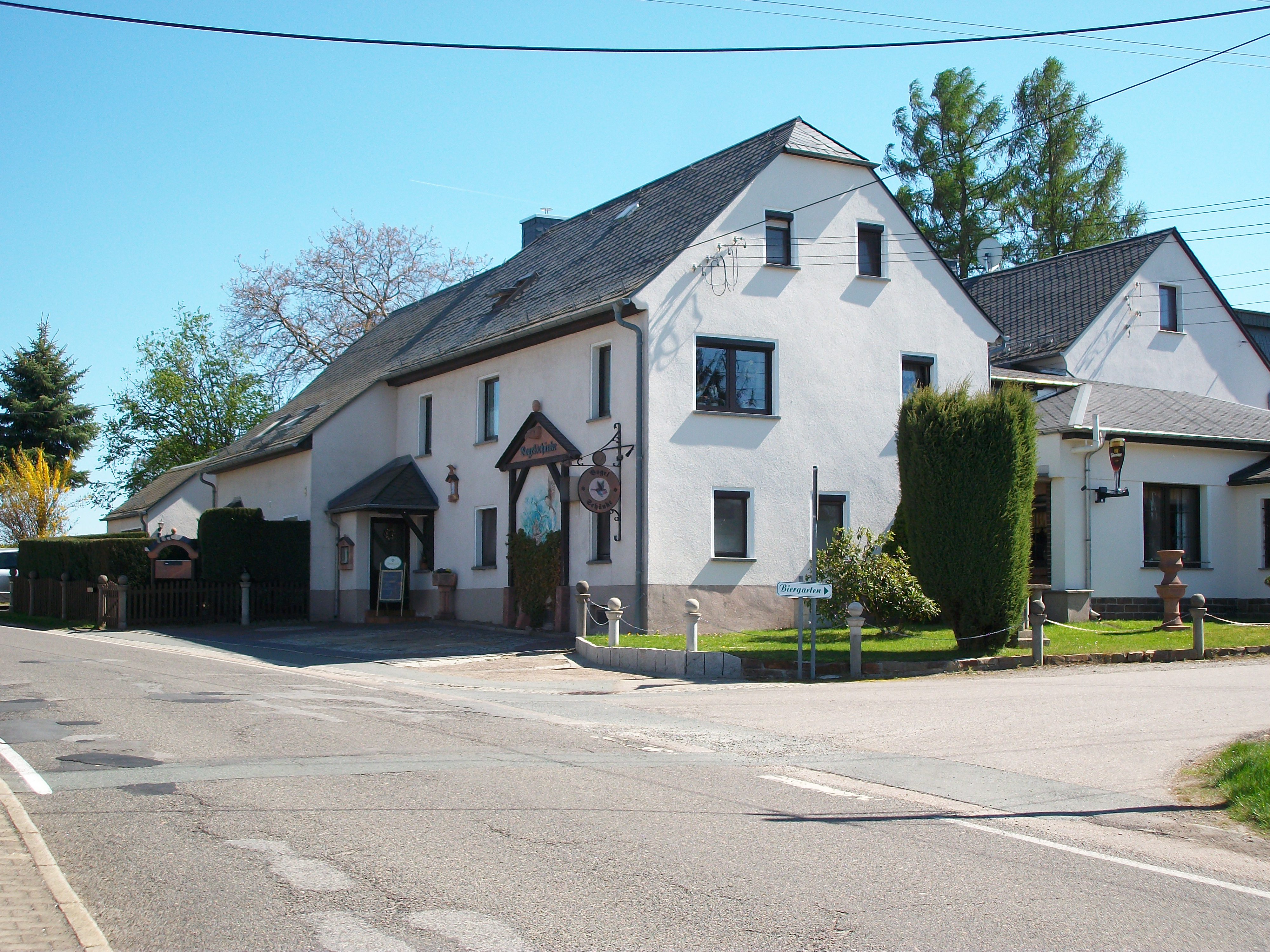
Vogelschänke im Kaufunger Ortsteil Sorge

### Geografische Lage
Kaufungen ist der östlichste Ort des Ortsteils Wolkenburg-Kaufungen der Stadt Limbach-Oberfrohna. Der östlichste, obere Teil der Kaufunger Flur trägt die historische Bezeichnung „Sorge“. Kaufungen liegt östlich bzw. südlich der Zwickauer Mulde. Geographisch befindet sich der Ort an der Südwestspitze des Sächsischen Granulitgebirges.

### Nachbarorte
| Wolkenburg/Mulde                   | Zinnberg                                    | Tauscha      |
| Uhlsdorf mit Mühlwiese, Herrnsdorf | Kompassrose, die auf Nachbargemeinden zeigt | Niederfrohna |
| Langenchursdorf                    | Bräunsdorf                                  |              |

## Geschichte

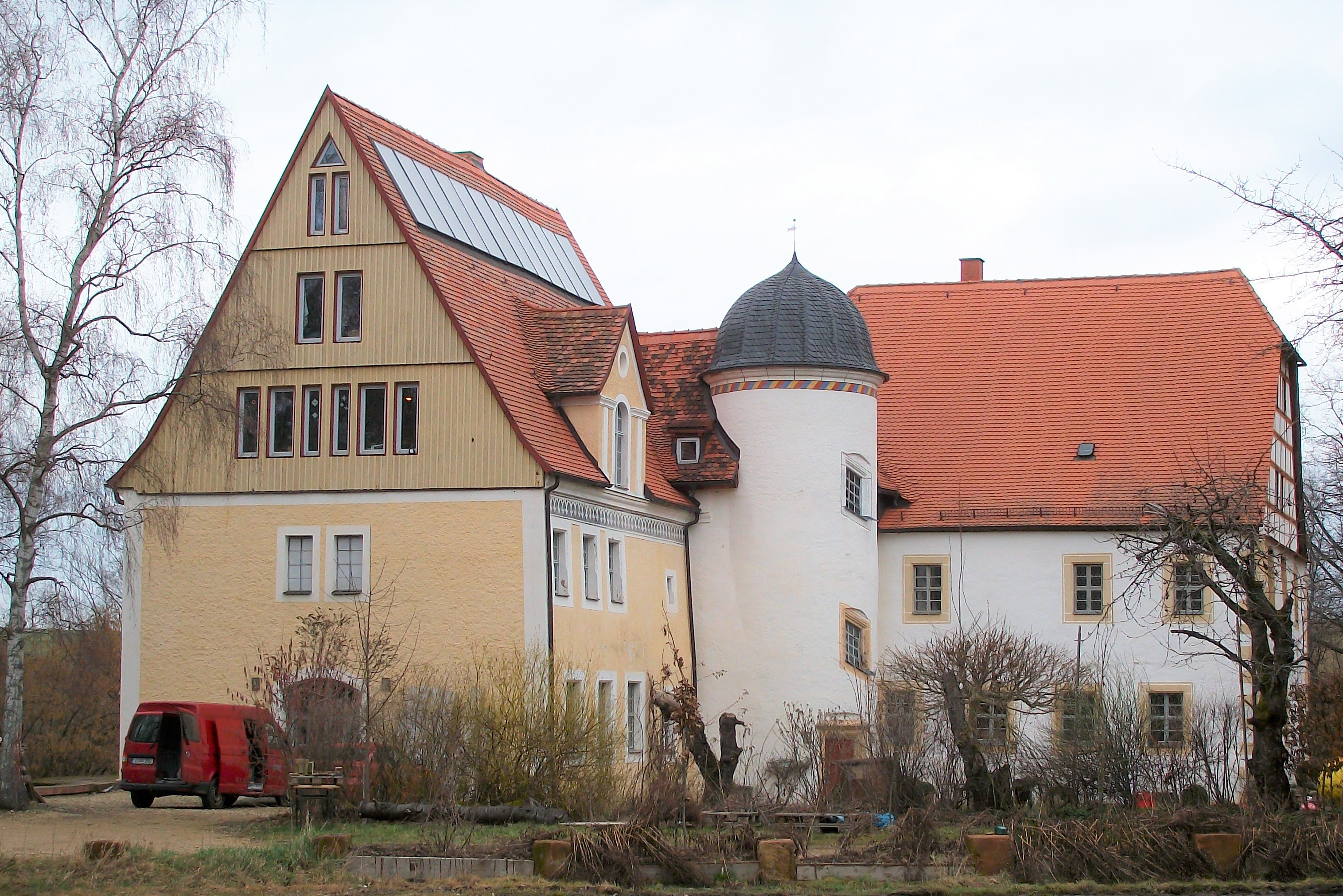
Schloss Kaufungen

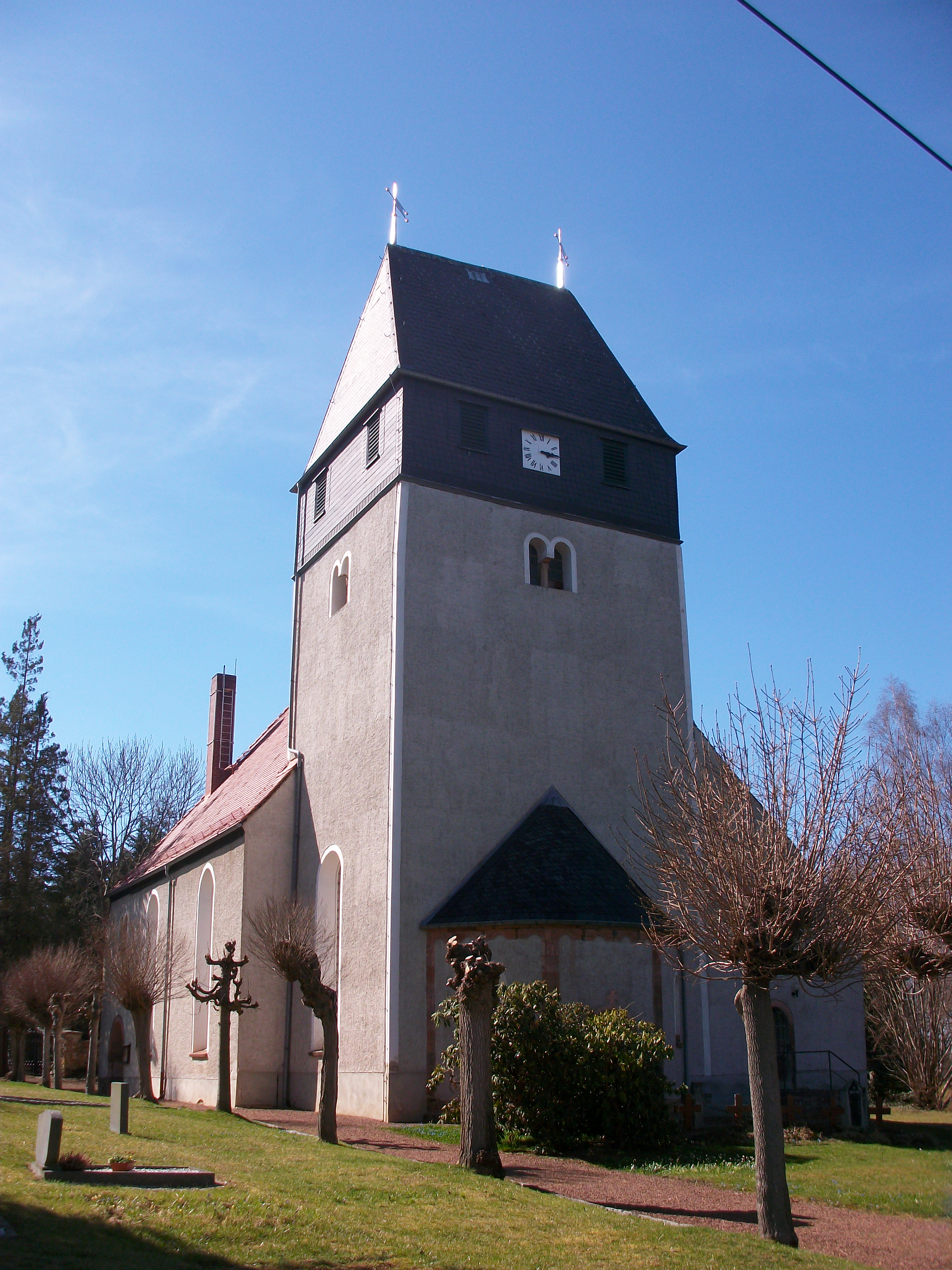
St. Galluskirche Kaufungen

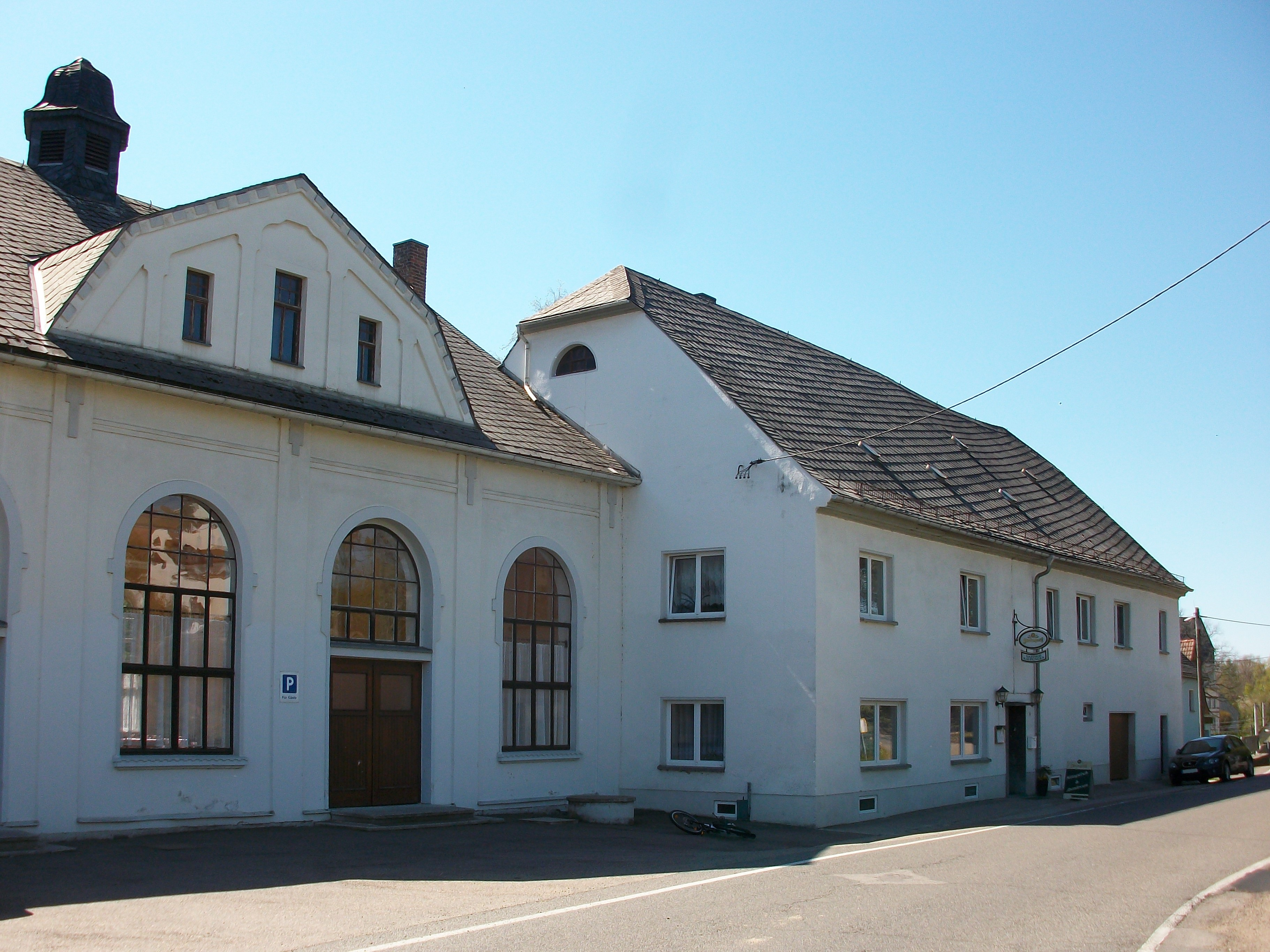
Gasthof Kaufungen

Im Jahr 1226 wurde mit „Cunradus de Coufungen et frater Guelferamus“ das Geschlecht der Herren von Kaufungen und ihr Stammsitz, das sich im Ort befindliche Rittergut Kaufungen erstmals urkundlich belegt. Aus dem Geschlecht der Herren von Kaufungen wurde im Jahr 1231 Henricus de Khoufungen urkundlich nachgewiesen. Die Kirche des Orts wurde bereits 1254 erwähnt. Im 15. Jahrhundert war Kunz von Kauffungen Besitzer des Ritterguts Kaufungen. Aufgrund von Differenzen mit dem wettinischen Herrscherhaus wurde das Rittergut Kaufungen im Sommer 1450 niedergebrannt. Durch seine Teilnahme am Sächsischen Bruderkrieg verschuldet, plante Kunz von Kauffungen aufgrund der vom sächsischen Kurfürsten verweigerten Entschädigung für ein Lösegeld, für Zerstörungen an seinen Gütern in Thüringen und die Enteignung seines Rittergutes in Schweikershain den Altenburger Prinzenraub. Nach der gescheiterten Ausführung des Prinzenraubs in der Nacht vom 7. zum 8. Juli 1455 wurden Kunz von Kauffungen und seine Helfer am 14. Juli 1455 in Freiberg hingerichtet. Seine Besitzungen wurden eingezogen und das Rittergut Kaufungen bis auf die Grundmauern geschleift.
Der Ort Kaufungen gehörte zur Grundherrschaft des Ritterguts Kaufungen, welches unter den Herren von Maltitz nach 1535 auf den Ruinen der zerstörten Burg neu entstand. Nach den Herren von Maltitz war das Rittergut Kaufungen im Besitz der Herren von Pflugk, von Thumbshirn (ab 1584), von der Planitz (um 1683) und von Einsiedel (ab 1766). Die Herren von Einsiedel besaßen bereits seit 1635 das benachbarte Schloss Wolkenburg. Seit 1766 bestand eine gemeinsame Gerichtsverwaltung von Wolkenburg mit Kaufungen in der zum kursächsischen Amt Borna gehörigen Herrschaft Wolkenburg. Diese bestand bis in die Mitte des 19. Jahrhunderts. Im Jahr 1851 kam Kaufungen als Teil der Herrschaft Wolkenburg an das königlich-sächsische Gericht Limbach und im Jahr 1856 zum Gerichtsamt Penig, das im Jahr 1875 in der Amtshauptmannschaft Rochlitz aufging. Die Familie von Einsiedel besaß die Rittergüter Wolkenburg und Kaufungen bis zur Enteignung durch die Bodenreform in der SBZ im Jahr 1945. Danach erfolgte die Auflösung des Ritterguts Kaufungen und die Aufteilung des zum Gut gehörigen Lands an Neubauern. Alle Wirtschaftsgebäude und mehrere Nebengebäude in Hanglage hinter dem Ostflügel wurden im Jahr 1947 abgebrochen. Es blieben lediglich die beiden Herrenhausflügel als Wohngebäude stehen. Im Jahr 1950 wurde der Ortsteil Mühlwiese aufgrund seiner geographischen Nähe zu Uhlsdorf dorthin umgegliedert.
Durch die zweite Kreisreform in der DDR kam die Gemeinde Kaufungen im Jahr 1952 vom Landkreis Rochlitz zum Kreis Glauchau im Bezirk Chemnitz (1953 in Bezirk Karl-Marx-Stadt umbenannt), der ab 1990 als sächsischer Landkreis Glauchau fortgeführt wurde und 1994 im Landkreis Chemnitzer Land bzw. 2008 im Landkreis Zwickau aufging. Die Gemeinden Wolkenburg/Mulde und Kaufungen schlossen sich am 1. Januar 1994 zur Gemeinde Wolkenburg-Kaufungen mit den Ortsteilen Wolkenburg/Mulde, Kaufungen, Herrnsdorf, Uhlsdorf und Dürrengerbisdorf zusammen. Am 1. Januar 2000 wurde die Gemeinde nach einer gescheiterten Verwaltungsgemeinschaft mit Waldenburg in die Stadt Limbach-Oberfrohna eingegliedert. Das nach der Wende instandgesetzte Herrenhaus Kaufungen wird seit 2003 durch eine Restaurierungsfirma genutzt.

## Verkehr
Von Kaufungen erreicht man in nordwestliche Richtung über Wolkenburg/Mulde und Dürrengerbisdorf die Bundesstraße 175. Nordöstlich des Orts verläuft die Bundesautobahn 72, welche über einen Autobahnzubringer zur Anschlussstelle „Niederfrohna“ erreichbar ist.

## Sehenswürdigkeiten
- Pfarrkirche St. Gallus, romanische Chorturmkirche von um 1200[9]
- Mauritiuskirche, einer der ersten klassizistischen Kirchenbauten Sachsens, 1794–1804 entstanden[10]
- Schloss Kaufungen

## Persönlichkeiten
- Kunz von Kauffungen (um 1410–1455), sächsischer Adliger und Initiator des Altenburger Prinzenraubes
- Detlev Carl Graf von Einsiedel (1737–1810), sächsischer Kabinettsminister und Unternehmensgründer
- Detlev Graf von Einsiedel (1773–1861), sächsischer Staatsmann und Eisenhüttenunternehmer